# カルパチアの民俗建築

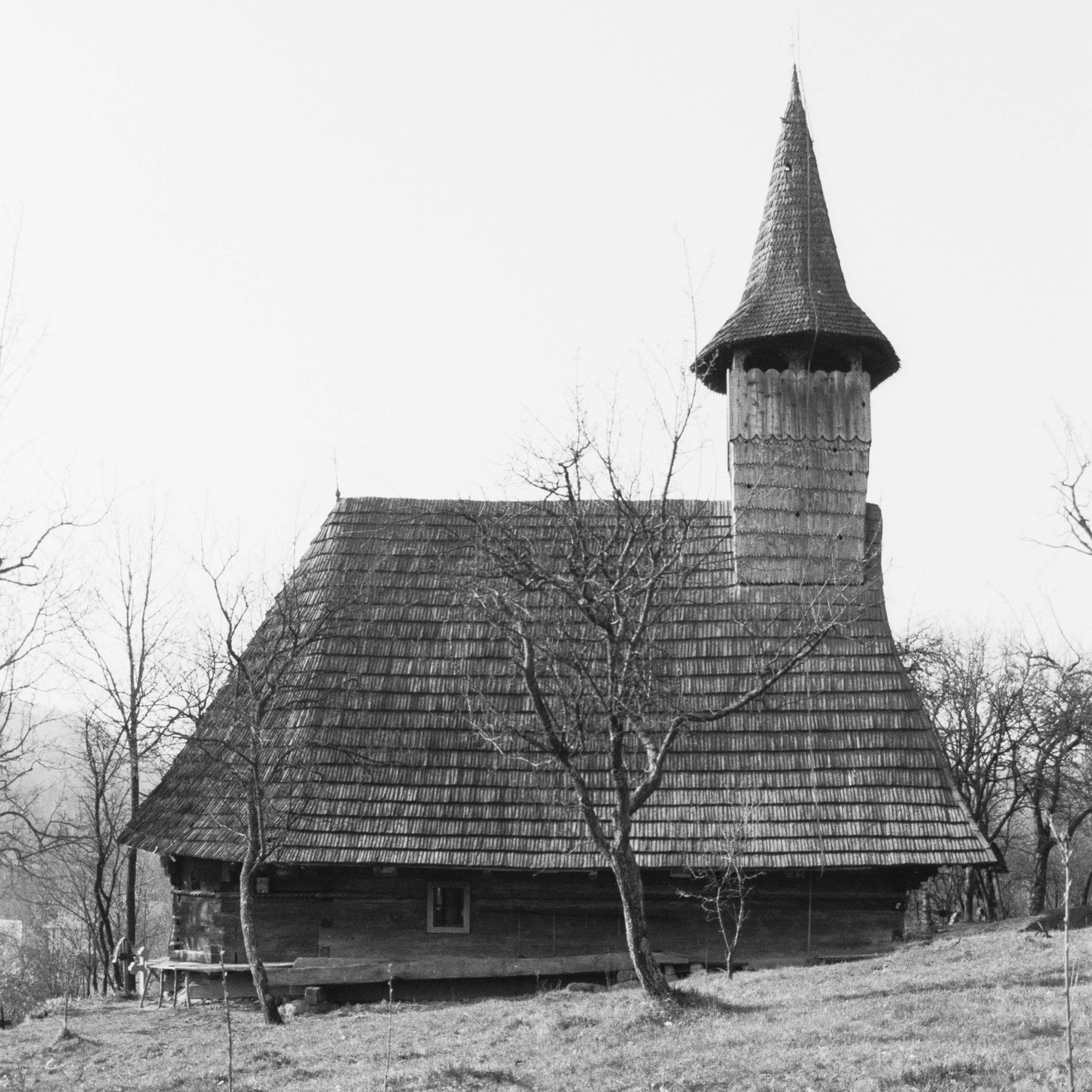
マラムレシュの木造教会の一つ、サルビ・スサニ教会

カルパチア山脈の民俗建築（カルパチアさんみゃくのみんぞくけんちく）あるいはカルパチアのヴァナキュラー建築は、東中欧のカルパチア山脈地域（ウクライナ、ルーマニア、ポーランド、スロバキアなどを含む）において、環境と文化的要素に基づき、独自のデザインを生み出す民俗建築(ヴァナキュラー建築)である。民俗建築は、専門家によらない民俗文化に基づく建築を指し、農民の住居などを含む。カルパチア山脈およびその周辺の丘陵地では、木材と粘土が主要な伝統的建築材料として使用される。

## 文化と宗教の影響

### 東方キリスト教

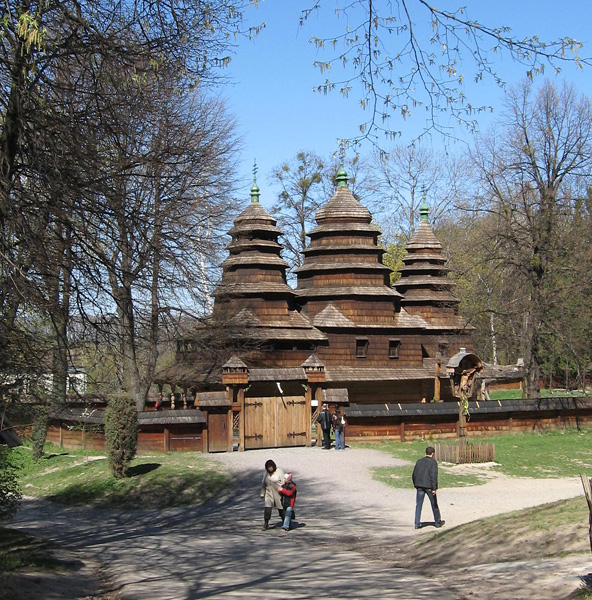
クリフカ教会（現在、ウクライナのリヴィウ民俗建築・文化博物館に展示）は、元々サンビル地区のボイコ人の民族地域にあった。三分割されたドーム型デザインと完全な木造構造が地域の特徴を表す。

ウクライナ人、ルシン人、ルーマニア人の多くは東方正教会の信徒であり、その建築技術には、西欧のキリスト教徒やユダヤ人の隣人とは異なる宗教的配慮が伝統的に組み込まれている。
教会は前室、身廊、至聖所の3つの部分に分割され、イコノスタシス（聖像の壁）が含まれる。外観はしばしば十字形だが、常に中央にドームがあり、複数のドームが設けられることも多い。礼拝者は東を向いて祈り、長椅子は設置されない。
住居の主な玄関と窓は南向き（パッシブソーラー設計と同様）で、聖像や宗教的装飾品は通常東側の壁に設けられた特別なイコンコーナーに配置される。

### ユダヤ教
東中欧のシナゴーグは、完全な木造設計で知られる。

## 材料と技術

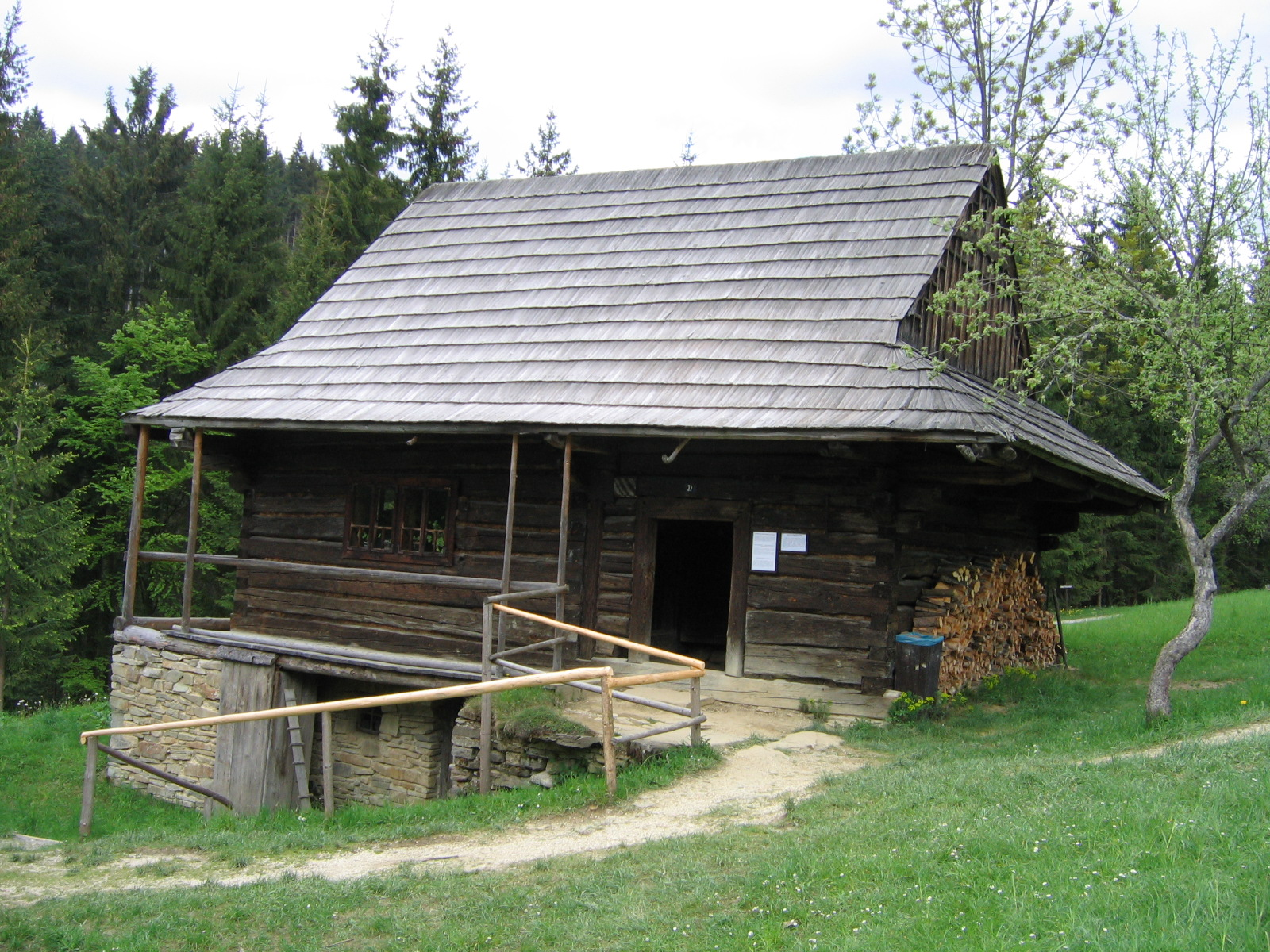
スロバキアのキスツェ地域の野外博物館にある丸太小屋。この丘陵地域は、カルパチア山脈のメープル山脈（西）とモラヴィア・シレジア・ベスキディ（北）に隣接する。寒冷な雪の冬と豊富な木材により、丸太壁と木製シェイク屋根が使用される。

地域により詳細は異なるが、この地域の住居は伝統的に1階建ての長方形プランで、1～2部屋、中央に煙突、切妻屋根、寄棟屋根、または腰折れ屋根を持ち、漆喰を塗り、石灰塗料で仕上げられる。
使用される材料は地元で調達可能なもので、木材（主にオーク）、粘土、藁、野石、石灰、動物の糞などである。森林が密集し丘陵地では屋根に木製のシェイクや瓦が使用され、平坦で開けた地域ではライ麦の藁が伝統的に使われる。
19世紀後半には、水平丸太建築と枠組み充填工法の2つの工法が主流だった。木材が豊富な地域では丸太壁が一般的で、木材が乏しい地域や極端な木材不足地域では柱と梁工法や編み枝と泥壁が用いられることもあった。
水平丸太建築では、ログを組み合わせるために切り欠きが必要で、簡単なサドルノッチが一般的である。蟻継ぎは、木工の経験が豊富な人々によって使用される。

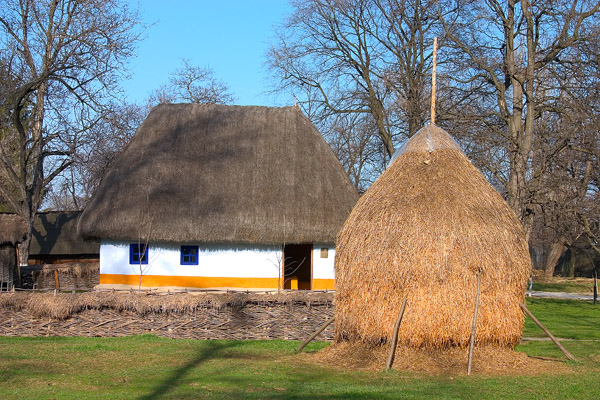
ルーマニア・ブカレストのディミトリー・グスティ国立村博物館にある藁葺き屋根と石灰塗料の漆喰壁の家。漆喰と藁の使用は、カルパチア山脈の高地ではなく、近隣の谷や平野の出身であることを示唆する。

この地域の多くの民族は、丸太住居の内外に漆喰を塗り、湿気を防ぎ、断熱性を向上させ、建築の不完全さを隠し、美的価値を高める。伝統的な漆喰は粘土、水、糞、藁または籾殻で作られ、滑らかな仕上げのために数層塗られる。その後、石灰と水でコーティングされ、白色で雨から保護される。
藁葺き屋根は伝統的だが、火災の危険性から1世紀以上人気を失っており、土の床が一般的で、糞の混合物で洗うと硬くなるが、木製の床が好まれる。
住居の長辺は通常7.9～9.1メートル、短辺は3.7～5.2メートルである。家の中心には伝統的な粘土オーブン（ウクライナ語：pich または pietz）が配置される。

## 世界遺産
- ポーランドとウクライナのカルパチア地域の木造ツェルクヴァ[2][3]
- マラムレシュの木造教会[4]
- カルパチアの木造教会（英語版）[5]
- 南小ポーランドの木造教会（英語版）[6]
- ザコパネ建築様式（英語版）[7]